# بطاقة المادة الغذائية

عينة من ملصق المعلومات الغذائية، مع تعليمات من إدارة الغذاء والدواء الأمريكية.

بطاقة المواد الغذائية أو قائمة المعلومات الغذائية أو مُلصق الحقائق الغذائية أو ملصق القيمة الغذائية (بالإنجليزية: Nutrition facts label)‏؛ هي متطلب أساسي لكل منتج غذائي يتم التوضيح عليه المحتويات التغذوية لكل منتج غذائي، ويتم العمل بها في معظم دول العالم. ويتم توضيح السعرات الحرارية والكمية البروتين في حصة معينة والسكريات والدهون المشبعة وغير المشبعة والكوليسترول، وايضا بعض الفيتامينات والمعادن.

## أستراليا ونيوزيلندا
تطبق أستراليا ونيوزيلندا بطاقة المعلومات الغذائية التالية:
المعلومات الغذائية
|                | الكمية لكل حصة | الكمية لكل 100 غرام |
| -------------- | -------------- | ------------------- |
| الطاقة         | 0              | كيلوجول (كال)       |
| بروتين         | 0              | غرام                |
| مجموع الدهون   | 0              | غرام                |
| الدهون المشبعة | 0              | غرام                |
| الكربوهيدرات   | غرام           | غرام                |
| السكريات       | غرام           | غرام                |
| الصوديوم       | ملجم           | ملجم                |

يتم إضافة العناصر الأخرى حسب الاقتضاء كما يمكن ان تختلف الوحدات ايضاً،: (مثالاً على ذلك استبدال مل إلى الغرام، أو مللي مول إلى ملجم في صف «الصوديوم»)، وفي نيسان/أبريل 2013 وضعت حكومة نيوزيلندا قواعد للمطالبات المشتركة لتغليف المواد الغذائية، مثل «منخفضة الدهون».

## كندا

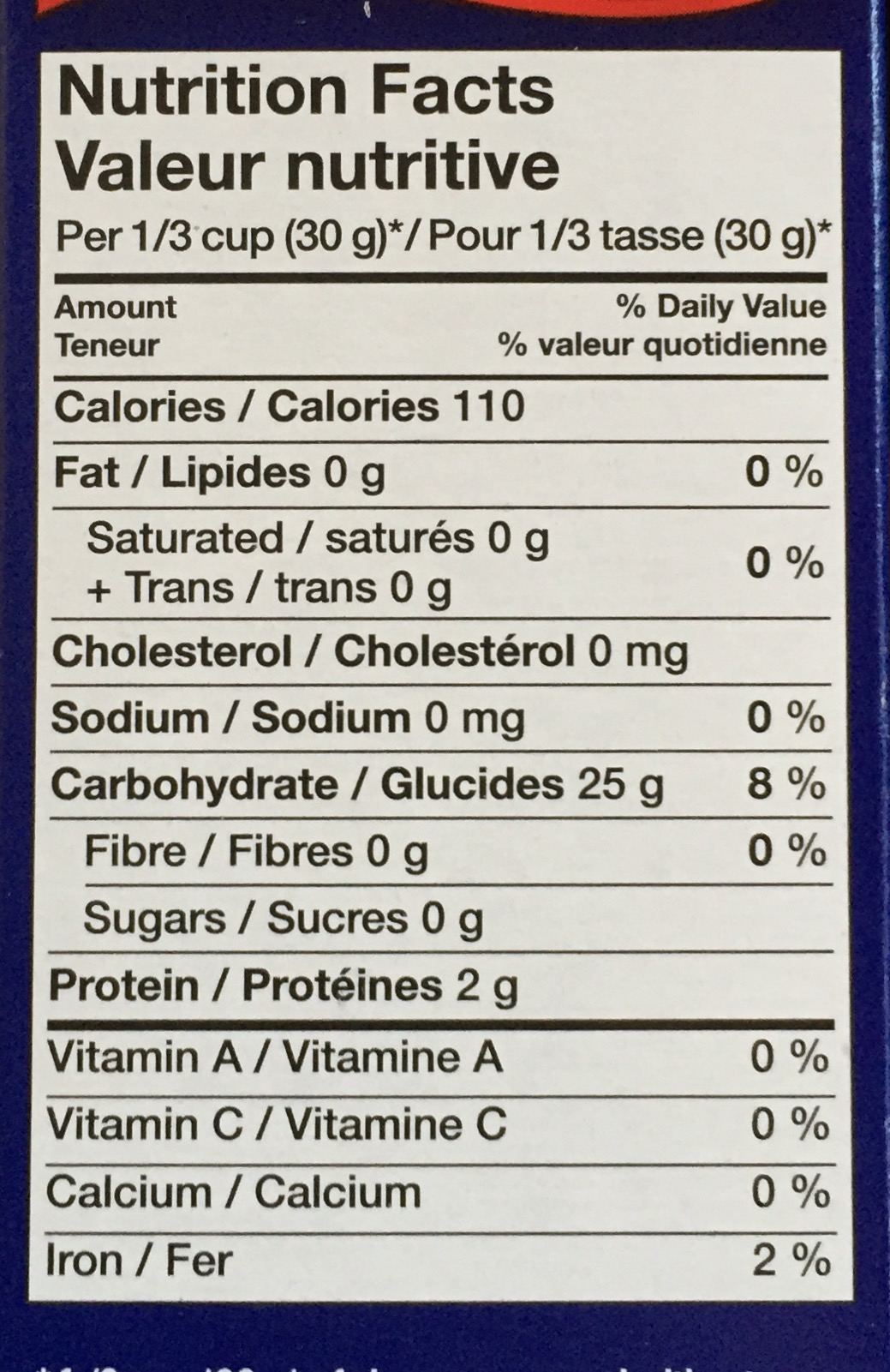
بطاقة غذائية كندية مكتوبة باللغتين الإنجليزية والفرنسية

في كندا، قُدمت لائحة للمعايير تسمى «البطاقة الغذائية» كجزء من اللوائح المعتمدة في عام 2003 ثم أصبحت إلزامية على أغلب المنتجات الغذائية المعلبة في 12 كانون الأول/ديسمبر 2005: (وقد أُتيحت الفرصة للشركات الصغيرة في 12 كانون الأول/ديسمبر 2007 لتوفر هذه المعلومات.): وبناءً على قوانين الدولة لتغليف الأغذية يجب ان تحتوي بطاقة التغذية على جميع المعلومات مكتوبة بكلا اللغتين الفرنسية والإنجليزية التي تعتبر اللغتين الرسمية للدولة.
تشرف القوانين الكندية على الطريقة التي يتم بها وضع جدول المعلومات الغذائية وتدعى بأنابيب تقنيـة التغذية الطبيعية (NFT، ويوجد تنوع كبير من التنسيقات الممكنة في تغليف الأطعمة، حيث تستخدم تشكيلة التسلسل الهرمى لتحديد عدد من التنسيقات (28 تنسيق رئيسي، 2-7 تنسيق فرعي لكل منها)، ناتجاً منه تنسيق (عمودي) ويستخدم قبل التنسيقات الأفقية والخطية، باختيار التسلسل الهرمى فإنه يسمح للأنابيب (NFT) باحتواء مساحة لا تزيد عن 15% من الحزمة الموجودة (ADS), ولا يمكن ان يكون اقل من مساحة حزمة (ADS) والتي تكون =15%. عملياً يمكن تحديد مساحة الحزمة (ADS) وتحديد تنسيق مناسب لـ (NFT) يمكن حسابه مفصلاً.

## الصين
أصدرت وزارة الصحة في عام 2011 المعيار الوطني لسلامة الغذاء في تغليف الأغذية (GB 28050-2011)، الأغذية الأساسية التي يجب ان تكون على بطاقة الغذائية هي: الكربوهيدرات والبروتين والدهون والصوديوم، ويلاحظ ان الطاقة كيلوجول يجب ان تكون نسبتها 100 جرام /100 مل.

## الاتحاد الأوروبي

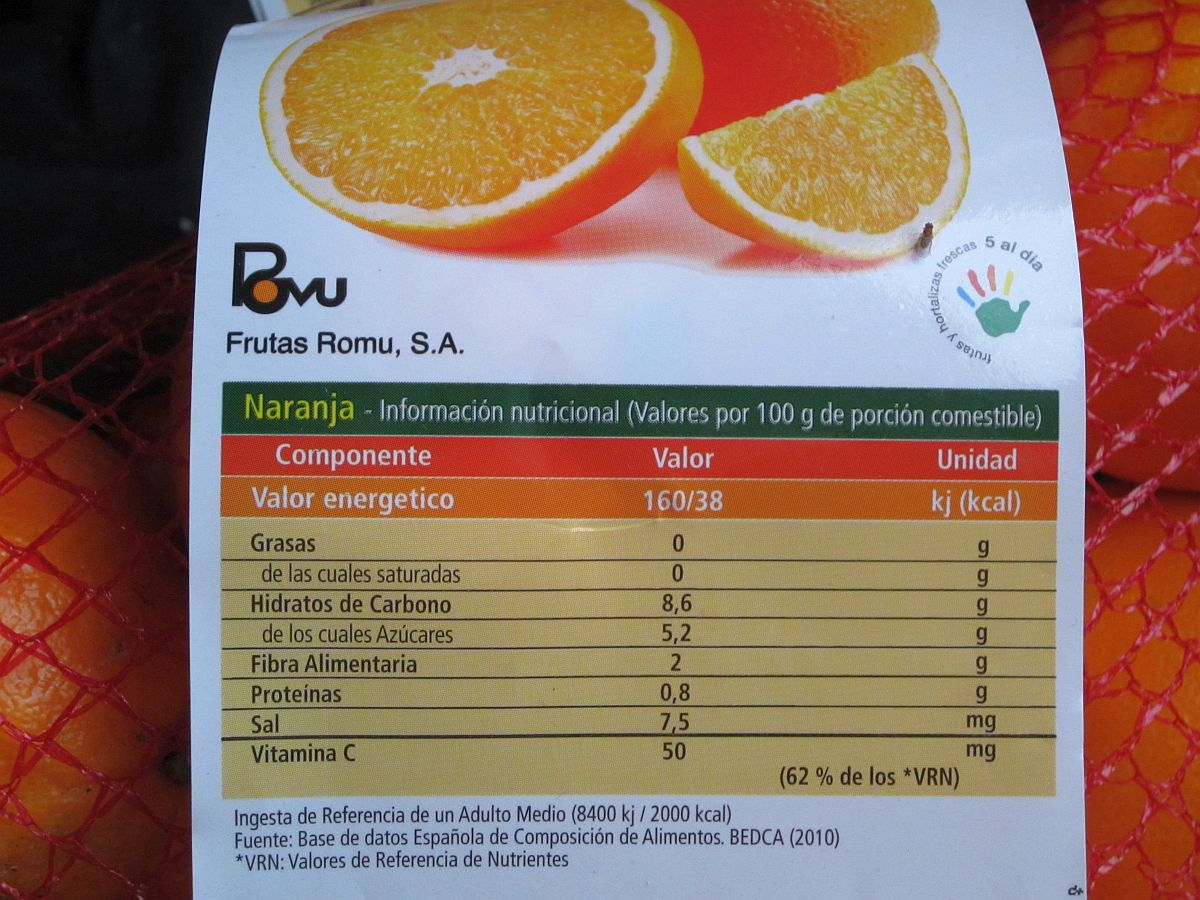
نموذج نادر لبطاقة غذائية اختيارية على عصير برتقال

تم تنظيمها بموجب توجيهات اللجنة 2008/100/EC الصادر في 28 تشرين الأول/أكتوبر 2008 والمعدل من المجلس 90/496/EEC لوضع بطاقات التغذية على المواد الغذائية حيث تحتوي على توصيات للحصص اليومية وعوامل حرق الطاقة وتعاريفها. واما اللائحة الجديدة أصبح تطبيقها اليوم سارياً (اللائحة 1169/2011)، [17] حيث يعتبر تطبيق البطاقات الغذائية أمراً ألزاميا لأغلب الاطعمة المغلفة مسبقاً في كانون الأول/ديسمبر 2016.
في الاتحاد الأوروبى، بجانب القواعد «القديمة» (التوجيه 90/496، المعدلة) تكون المعلومات الغذائية (عادة على شكل لوحة) وغالباً ما يطلق عليها بطاقة «التغذية» (أو ما يعادلها في اللغات الأخرى في الاتحاد الاوروبى). المثال على اليمين تعتبر اللوحة اختيارية ولكن إذا توفرت يجب إتباع محتوى وشكل محدد، وسوف تعطي دائما قيم لعدد معين - [18] أو [19] للمنتج - وغالباً ما يقدم خياراً لفترة محددة، اولاً تكون في قيم الطاقة كيلو من السعرات الحرارية والجول.
ثم يأتى تفصيل العناصر المكونة: غالباً ما يتكون من البروتين والكربوهيدرات والنشا والسكر الدهون والصوديوم والألياف. من المحتمل ان يتم تقسيم عنصر الدهون إلى دهون المشبعة وغير المشبعة بينما عنصر الكربوهيدرات قد يتكون من نوع من أنواع السكريات، تعد المعلومات إلزامية بالقواعد «الجديدة» حيث تحتوي على: الطاقة، والدهون، والدهون المشبعة، والكربوهيدرات، والسكريات، والبروتين والملح، في نفس هذا الترتيب بإضافة عناصر أكثر مثل احادي غير مشبع والمتعدد غير مشبع ومتعددة الهيدروكسيل، والنشا، والألياف والفيتامينات والمعادن.
وبخصوص الادعاءات الصحية والتغذية (تكوين) فإنها تتم مواءمتها في الاتحاد الأوروبى من خلال لائحة 1924/2006, المعدلة. [21] وفي تشرين الثاني/نوفمبر 2012, ونشرت اللجنة الاوربية لائحتين جديدتين هما اللائحة رقم 1047/2012 و 1334/2000 رقم1048/2012.
وكان يجب تغيير بعض مطالبات تغذية معينة من قبل المجموعات كلائحة (EC) رقم 1924/2006. وبالرغم من ذلك، فان المطالب الصحية مرتبطة بالبيتا غلوتين - المعدلة (مثل خفض الكوليسترول في الدم).
وتحت إطار اللائحة في عام 1924، توجد هناك تعاريف قانونية لمصطلحات مثل «قليلة الدسم», و«عالية الألياف» و «سعرات حرارية».
تم تنسيق جميع المطالب الصحية من قبل الاتحاد الأوروبى. حيث يمكن استخدامها إذا تمت موافقة الهيئة العامة للرقابة المالية عليها، وهناك قائمة بالمطالب المعتمدة والمرفوضة متاحة بالموقع الإلكتروني.
ويتم تزويدها بمعلومات التغذية الكاملة على العبوة بالإضافة إلى معلومات وتنسيقات غذائية (مثل نظام تصنيف الضوء) وقد يكون خارج نطاق اللائحة.
وضعت لوائح المملكة المتحدة في الجداول 6 و 7 من لوائح البطاقات الغذائية لعام 199.

## هونغ كونغ
في هونغ كونغ يتم تنظيم بطاقة التغذية وفقاً للتشريع الفرعى للدواء والغذاء (المحتوى والوصف) (تعديل: متطلبات للبطاقة الغذائية والتغذية) عام 2008.

## الهند
اخطرت وزارة الصحة ورعاية الاسرة، في 19 ايلول/سبتمبر 2008, بقانون منع الغش في الأغذية (التعديل الخامس) في عام 2008 والذي يلزم المسؤولين عن الأغذية المعبأة بالإعلان في منتجاتهم باستخدام البطاقات الغذائية و (متابعة الطرح العام) F.P.O (الشركات المسؤولة عن فحص المنتجات الغذائية) لتمكين المستهلكين من اتخاذ قرارات صحيحة لمنتجاتهم، وقبل هذا التعديل والكشف عن المعلومات الغذائية كانت طوعية إلى حد كبير رغم أن كثيرا من الشركات المصنعة الكبيرة تميل إلى اعتماد الممارسات الدولية.

## المكسيك
يتم استخدام المنتجات الغذائية التي تباع في المكسيك لمعيار وصف المنتج NORM-051-SCFI-1994 "Información nutrimental" الذي يشبه كثيراً لـ «المعلومات الغذائية» في الولايات المتحدة أو للمعيار المكسيكي الرسمي NOM (Norma Oficial Mexicana) الذي تم تطويره بواسطة وزير التجارة والترويج الصناعي المكسيكي (Secretaría de Comercio y Fomento Industrial) وتعتبر الآن جزء من وزارة الاقتصاد (وزارة التجارة والتنمية الصناعية) (SECOFI). وتم تنفيذه في 24 كانون الثاني/يناير 1996 ويعرف بـ «المواصفات العامة لوضع البطاقات على الأطعمة والمشروبات الغير كحولية المعبأة».

## الولايات المتحدة الأمريكية
وصف
في الولايات المتحدة، بطاقة المعلومات الغذائية تحتوي على النسب المئوية الموصى بها أو لوضعها كحد للاستخدام اليومي من غذاء الإنسان بناءً على نظام غذائي يومي يبلغ ما يقارب 2000 سعر حراري.
يتم استخدام القيم اليومية التالية باستثناءات معينة مثل المواد الغذائية للأطفال حيث تسمى هذه القيم  بالكميات الغذائية المسموحة والموصى بها (RDI) وهي تستند بالأصل اعلى الكمية الغذائية اليومية الموصى بها 1968 (RDA) لكل من المغذيات لضمان تلبية احتياجات جميع الفئات العمرية والجنسين،[42] وهي تعتبر من اقدم الكميات الغذائية المسموحة والموصى بها للمواد الغذائية حالياً، اما بالنسبة إلى فيتامين (ج) وفيتامين (د) وفيتامين (هـ) وفيتامين (ك) والكالسيوم والفوسفور والمغنيسيوم والمنغنيز فإن ارتفاع نسبة (RDAs) مقدار الحصص الموصى بها الحالي يصل إلى 50% ويعتبر أعلى من القيم الغذائية المستخدمة قديماً في بطاقات وصف الأغذية بالإضافة إلى تقلص التوصيات المتعلقة بالاحتياجات الغذائية بشكل كبير، يُقدم جدول بجانب القيم الغذائية القديمة والجديدة للشخص البالغ يحتوي على الكميات الغذائية المسموحة والموصى بها، وفي تشرين الأول/أكتوبر 2010 هناك حاجة إلى إضافة المغذيات الدقيقة في جميع البطاقات الغذائية مثل فيتامين (أ) وفيتامين (ج) والكالسيوم والحديد، قد تقوم الشركات بتطوير أو استخدام قواعد البيانات من أجل تحديد مستويات العناصر الغذائية في الأطعمة بينما تقدم مجاناً إلى منظمة الغذاء والدواء الامريكية للمراجعة.
القيم اليومية في البطاقة الغذائية
| المغذيات               | القيم اليومية في البطاقة الغذائية (مُحدث قبل 2016) | أعلى من الكمية الغذائية المسموحة والموصى بها RDA من DRI | الوحدة     |
| ---------------------- | ------------------------------------------------- | ------------------------------------------------------- | ---------- |
| فيتامين أ              | 5,000                                             | 3,000                                                   | وحدة دولية |
| فيتامين سي             | 60                                                | 90                                                      | ملغ        |
| الكالسيوم              | 1,000                                             | 1,300                                                   | ملغ        |
| عنصر الحديد            | 18                                                | 18                                                      | ملغ        |
| فيتامين د              | 400                                               | 600                                                     | وحدة دولية |
| فيتامين هـ             | 30 وحدة دولية                                     | 15 ملغ 33 وحدة الدولية اصطناعية                         |            |
| فيتامين ك              | 80                                                | 120                                                     | ميكروغرام  |
| الثيامين               | 1.5                                               | 1.2                                                     | ملغ        |
| الريبوفلافين - فيتامين | 1.7                                               | 1.3                                                     | ملغ        |
| النياسين               | 20                                                | 16                                                      | ملغ        |
| فيتامين ب 6            | 2                                                 | 1.7                                                     | ملغ        |
| حمض الفوليك            | 400                                               | 400                                                     | ميكروغرام  |
| فيتامين ب 12           | 6                                                 | 2.4                                                     | ميكروغرام  |
| البيوتين               | 300                                               | 30                                                      | ميكروغرام  |
| حمض البانتوثنيك        | 10                                                | 5                                                       | ملغ        |
| الفسفور                | 1,000                                             | 1,250                                                   | ملغ        |
| اليود                  | 150                                               | 150                                                     | ميكروغرام  |
| الماغنسيوم             | 400                                               | 420                                                     | ملغ        |
| الزنك                  | 15                                                | 11                                                      | ملغ        |
| السيلينيوم             | 70                                                | 55                                                      | ميكروغرام  |
| النحاس                 | 2                                                 | 0.9                                                     | ملغ        |
| المَنْغنيز               | 2                                                 | 2.3                                                     | ملغ        |
| الكروميوم              | 120                                               | 35                                                      | ميكروغرام  |
| الموليبدينوم           | 75                                                | 45                                                      | ميكروغرام  |
| الكلوريد               | 3,400                                             | 2300                                                    | ملغ        |

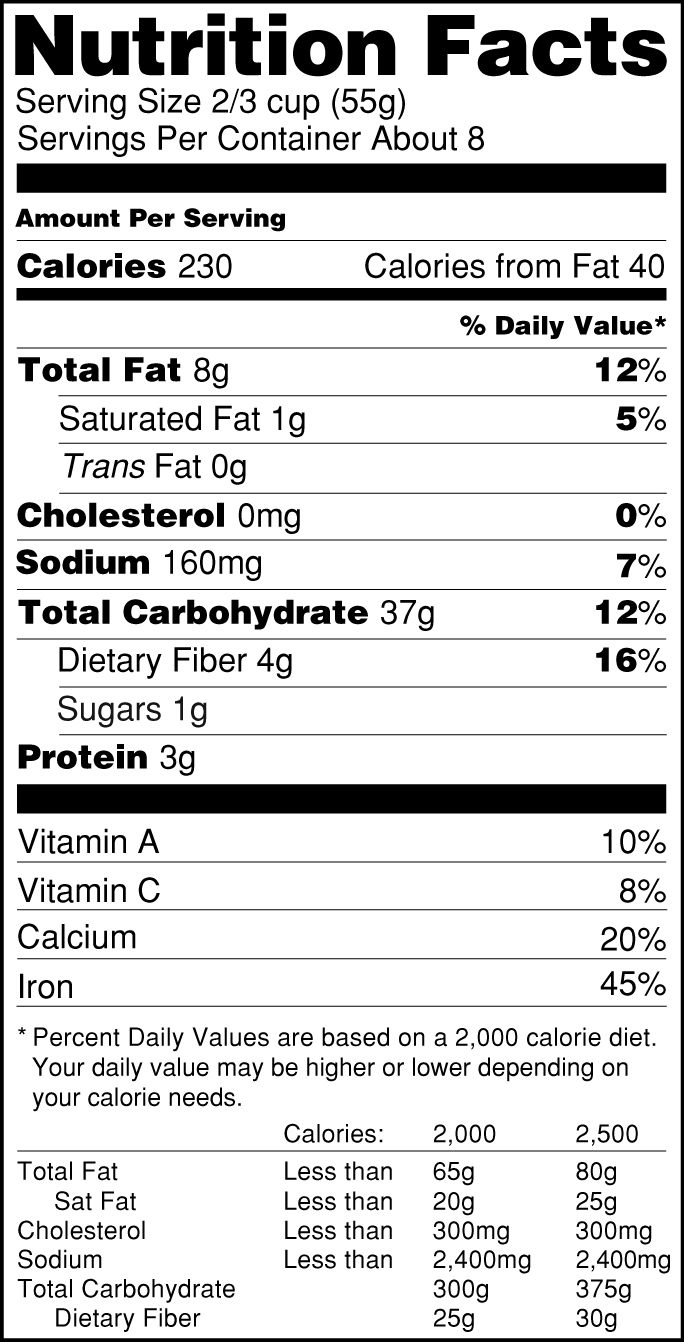
الدليل الغذائي الأصلي في عام 2006

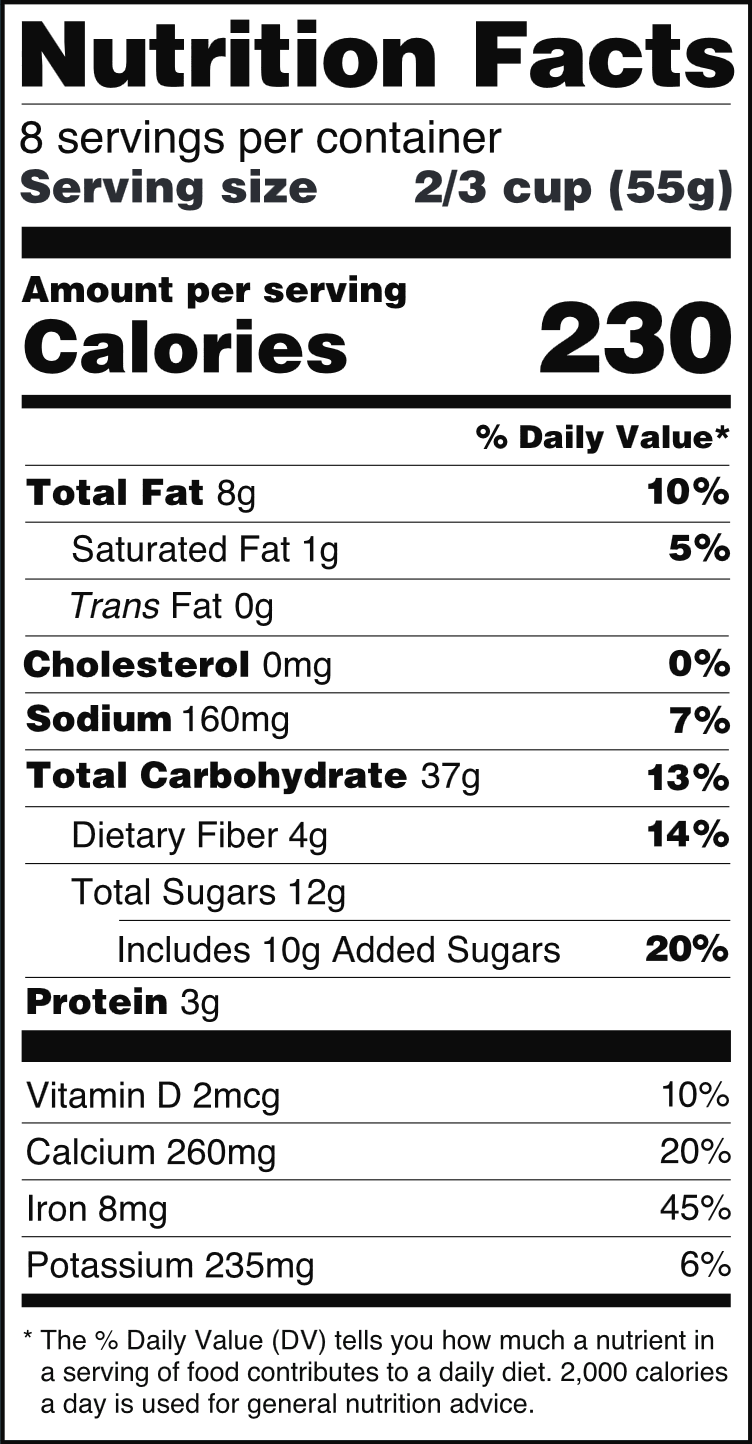
الدليل الغذائي الجديد في عام 2016

بالإضافة إلى الحاجة للترتيب المكونات حسب الكمية الأعلى إلى الأقل وفقاً لوزنها.
يتم وضع البطاقة على أغلب المنتجات الغذائية بموجب احكام التغذية في عام 1990 بقانون وصف وتعليم التغذية (NLEA) بناءً على توصيات منظمة الغذاء والدواء الامريكية، إحدى الأعمال المثيرة للجدل اتخذت خلال فترة تولي الدكتور ديفيد كيسلر منصب مفوض لمنظمة الغذاء والدواء، ويقتضي القانون من شركات الاغذية للبدء باستخدام بطاقات غذائية جديدة على الاغذية المغلفة بدأً من ايار/مايو 8, 1994، (لم يغطي قانون وصف وتعليم التغذية منتجات اللحوم والدواجن بالرغم من اقتراح وزارة الزراعة الأمريكية للوائح مماثلة لوضع البطاقات على أغذية اللحوم والدواجن بالمجان [50]) حيث أن الاطعمة التي تم وضع البطاقة عليها قبل ذلك اليوم يمكن ان تستخدم التصنيف القديم، وقد ظهر ذلك على جميع المنتجات في عام 1995 عندما كانت تسمى البطاقة القديمة «المعلومات الغذائية لكل حصة» أو ببساطة «المعلومات الغذائية».
تبدأ المعلومات بالبطاقة اولاً بقياس معيار الحصص ومن ثم والسعرات الحرارية وفيما يليها توزيع للعناصر المكونة لها، بالإضافة إلى إدراج المعلومات الأساسية مثل مجموع الدهون والصوديوم والكربوهيدرات والبروتين ولا يتم إدراج العناصر الأخرى إذا كانت نسبتها صفر، وغالباً ما توجد جميع العناصر الأساسية التي يبلغ عددها 15: السعرات الحرارية والسعرات من الدهون المشبعة وغير مشبعة والكولسترول والصوديوم والكربوهيدرات والألياف الغذائية والسكريات والبروتين وفيتامين أ وفيتامين ج والكالسيوم والحديد.
تكون المنتجات التي تحتوي على اقل من 5 غرامات من الدهون مقاربة لكمية 0.5 غرامات، ويتم تقريب الكمية ما بين أقل من 0.5 جم إلى 0 جم، على سبيل المثال: إذا كان المنتج الغذائي يحتوى على 0.45 غرام من الدهون المحولة لكل وجبة، ومجموع عدد الوجبات في المنتج 18 ستكون نسبة الدهون 0 غرام بالرغم من أن اجمالي الدهون المحولة في المنتج 8.1 غرام.
بالإضافة إلى بطاقة المعلومات الغذائية قد تظهر معلومات غذائية معينة على المنتجات أو ادعاءات صحية على تغليف المنتج، وتسمح منظمة الغذاء والدواء لهذه الادعاءات الصحية «ثمانية عادات غذائية وصحية تستند إلى أدلة علمية مؤكدة» بالإضافة إلى: الكالسيوم وهشاشة العظام والمنتجات التي تحتوي على الألياف والفاكهة والخضروات والسرطان الفواكه والخضروات والحبوب المنتجات التي تحتوي على الياف قابلة للذوبان وخطر مرض القلب المزمن والسمنة والسرطان والدهون المشبعة والكولسترول ومرض القلب التاجي والصوديوم وارتفاع ضغط الدم وحمض الفوليك والجهاز العصبي والعيوب الخلقية، وقد أوصى معهد الطب أن تحتوى البطاقات المعلومات الغذائية على معظم المعلومات الغذائية المفيدة للمستهلكين مثل: الدهون المشبعة الدهون المتحولة والصوديوم والسعرات الحرارية وكمية الحصص، وأعلن منتجي الأطعمة ومحلات بيع الأغذية عن خطط لعرض بعض معلومات التغذية على الأغذية المصنعة في كانون الثاني/يناير 2011.
تظهر بطاقات المعلومات الغذائية حالياً على أكثر من 6.5 مليار من الأغذية المغلفة. وقد أعلن الرئيس الاميركي بيل كلينتون عن منح جائزة التفوق في تصميم بطاقة المعلومات الغذائية في عام 1997الى Burkey Belser في واشنطن العاصمة.
لا تطلب منظمة الغذاء والدواء شكل معين لبطاقة المعلومات الغذائية ولكن توجب أن «تستخدم أسلوبًا واحدًا سهل القراءة» للبطاقة بالرغم من وجود شكل مستخدم يدعى Helvetica ، ومع ذلك، قد نصت منظمة الغذاء والدواء الأمريكية ووزارة الزراعة الأمريكية بأن لابد ان تكون بعض المعلومات المكتوبة باللغة الإنجليزية بالإضافة إلى اسم المنتج والكمية وحجم الحصة وعدد الحصص في المنتج وعلى معلومات غذائية وقائمة بالمكونات واسم الشركة المنتجة أو الموزع، ويجب أن يكون حجم أصغر خط على الأقل 1 / 16th بوصة (1.5875 مليمتر)، بناءً على ارتفاع حرف "o" الصغير.
وفي كانون الثاني/يناير 2006 ُطلب ان تندرج الدهون المحولة تحت فئة الدهون المشبعة، وقد اعتبر هذا التغير كأول تغير ملحوظ في لوحة المعلومات الغذائية منذ بداية طرحة في عام 1993.
المراجعة:
اقترحت منظمة الغذاء والدواء الأمريكية في عام 2014 عدة تحسينات متزامنة لوضع بطاقة المعلومات الغذائية لأول مرة منذ 20 عاما. تم اعتماد التغييرات المقترحة بناءً على اتجاه استهلاك العناصر الغذائية للأهمية الصحة العامة، وبالرغم من ذلك، فقد أثبتت الدراسات ان اغلبية السكان الامريكيين لا يستطيعون فهم المعلومات الحالية التي توجد على بطاقة المعلومات الغذائية، وتعتبر معرفة طريقة حساب وقراءة بطاقة معلومات التغذية قليلة جداً عند الأشخاص البالغين سواء من السود أو العرق اللاتيني الذين يعتبرون غير موظفين أو ولدوا خارج الولايات المتحدة أو لديهم معرفة باللغة الإنجليزية قليلة أو انخفاض التحصيل الدراسي أو انخفاض الدخل أو يعيشون في الجنوب.
وتتطلب التغييرات المقترحة على تصميم جديد يظهر كمية الحصص التي يستهلكها الفرد ومعدلها، كما تم اقتراح إزالة «السعرات الحرارية من الدهون» من المنتجات بالتوصية الجديدة بدلا من التركيز على العدد الإجمالي للسعرات الحرارية وتحديد نوع الدهون المستهلكة، وتتضمن البطاقة ايضاً على كمية السكر المضاف (وليس سكر الغذاء الطبيعي) للمنتج وكذلك الإعلان عن مقدار فيتامين (د) البوتاسيوم في منتجات معينه. وقد نتجت عن بعض هذه التغييرات جدلاً كبيراً بين والصناعات الغذائية ووكالات الصحة العامة وتم طرح اقتراح لتحديد السكر المضاف خلال عملية إنتاج الأغذية بشكل خاص من قبل منظمة الغذاء والدواء كوسيلة لمواجهة زيادة استهلاك الفرد للسكر في الولايات المتحدة والذي تجاوز الحدود الموصى بها من قبل المؤسسات العلمية والوكالات الحكومية. بينما اعترضت جمعيات الغذاء الأمريكية الكبرى التغيير على بطاقة المعلومات الغذائية وتشير بأنه «عدم الجدارة» و «عدم وجود أدلة مؤكدة» لتبرير إضافة السكر في البطاقات الجديدة.
تم إنهاء قواعد التصميم الجديد في صورتهة النهائية في 20 ايار/مايو 2016 تم إعطاء الشركات المصنعة فرصة تبدأ من 26 يوليو، 2018 لامتثال اللوائح (أو 26 يوليو 2019اذا كانت مبيعاتهم السنوية اقل من 10 ملايين دولار).مقترحا لادارة الغذاء والدواء بتمديد المهلة المحددة منذ الأول من كانون الثانى/يناير 2020 (أو الأول من كانون الثانى/يناير 2021 أو للشركات الصغيرة). بالنسبة لبطاقة الأغراض الغذائية يتم تحديد كمية حصص العناصر الغذائية مثل الفيتامينات والمعادن الأساسية بطريقة نسب مؤوية للقيم اليومية (٪ DV). بينما تم تغيير العديد من التعاريف بنسبة 100% كجزء من الرؤية يتم تزويد جدول القيم الغذائية للبالغين بالكميات الغذائية المسموحة والموصى بها (RDI).
الكحول
يتم تنظيم المشروبات الكحولية في الولايات المتحدة من قبل مكتب الضرائب وتجارة الكحول والتبغ (TTB). كما ان المكتب لا يشترط ان تحتوي المشروبات الكحولية على بطاقة المعلومات الغذائية اعتباراً من عام 2012. وقد قامت مجموعة من المستهلكين بالضغط على المكتب لوضع بطاقة للمعلومات الغذائية على المشروبات في عام 2003. وهناك أيضاً بعض المصطلحات تحدد نوع المشروبات مثل «مخفف» و«ومكثف» تابعة لدليل المكتب الإرشادي. ويجب أن يظهر على المشروب المحتوى في بعض الحالات.
قد تختلف المعلومات الإلزامية من مشروب لأخر وتشمل الآتي:
•اسم العلامة التجارية
•اسم وعنوان الشركة المصنعة (إما مصنع التعبئة أو المقر الرئيسي)
•بلد المنشأ المستورد منه (متطلب من قبل لوائح حماية الجمارك وحماية الحدود الأمريكية)
•الفئة: يتم تحديد وتنظيم أنواعها (مثل البيرة والمِزر وبيرة اللاجر وخمر يصنع من الحبوب والفودكا وشراب الروم والتكيلا وخمور عطرية (من أنواع الليكير) والليكيور)
•	يتم وضع تحذير صحي للمشروبات إذا كانت نسبة الكحول 0.5 ٪ أو أكثر.
•صافي المحتويات
oيجب أن يكون شراب الشعير بطريقة وحدات الولايات المتحدة الأمريكية المخصصة وهي (وحدات الأونصات السائلة والباينت)
oيجب أن تكون المشروبات الكحولية (الروحية) المقطرة في وحدات متريّة. ويجب ايضاً أن تكون الزجاجات الشراب 50 مل، 100 مل، 200 مل، 375 مل، 750 مل، 1 لتر، أو 1.75 لتر و50 مل، 100 مل، 200 مل، أو 355 مل.
oيجب أن تكون النبيذ في وحدات متريّة وحجم زجاجه 50 مل، 100 مل، 187 مل، 375 مل، 500 مل، 750 مل، 1 لتر، 1.5 لتر، 3 لتر أو تكون بحجم أكبر من اللترات.
•محتوى الكحول (نسبة الحجم):
oتعتبر إلزامية لمشروبات الشعير فقط إذا تمت إضافة منكهات أو إذا تم طلبها من قبل قانون الولاية.
oإلزامية للمشروبات الكحولية (الروحية) المقطرة.
oاختيارية للنبيذ
•التصريح إذا كان النبيذ المباع التجاري (خارج الدولة) يحتوي على الكبريتات بنسبة 10 جزء في المليون أو أكثر من ثاني أكسيد الكبريت
•شروط اختيارية ولكن منظمة:
oلمشروبات الشعير: «المقطرة»، «الخفيفة»، «منخفضة الكربوهيدرات»
oبالنسبة للنبيذ: فهو مصنوع بالأصل من أنواع العنب ويندرج تحته عدة أنواع (مثل "الأبيض"، "الأحمر"، "زهري"، "مكثف") ويكون مختلف بالنسبة إلى منطقة زراعة العنب، "مكان التعبأة،"التخمر" وتاريخ التخمر.
o«عضوي» (تنظمه وزارة الزراعة الأمريكية)
oالتصريح إذا كانت هناك حساسية عامة.
الكافِيِين
قام باحثون في مجال الصحة بوضع بطاقة المعلومات الغذائية بشكل إلزامي على المنتجات التي تحتوي مادة الكافيين المضافة التي تعد مُنبه للجهاز العصبِي. ويمكن أن يسبب الإفراط في استهلاك للكافيين نوبات ومشاكل في الكلى والكبد وعدم انتظام ضربات القلب والموت. بدأت شركة كوكا كولا وبيبسي في إدراج محتوى الكافيين في البطاقة الغذائية في عام 2007.

## روابط خارجية
- مركز إدارة الغذاء والدواء الأمريكية لسلامة الغذاء والتغذية التطبيقية: تسمية الأغذية
- صحة كندا: التغذية وصفها
- هيئة المواصفات الغذائية البريطانية: وضع العلامات
- 21 CFR 101.9 (النص الفعلي لقانون وضع العلامات في الولايات المتحدة)
- موقع الاتحاد الأوروبي على وضع علامات التغذية

سياسة الصحة في الولايات المتحدة